# FC Thüringen Weida
Der FC Thüringen Weida ist ein deutscher Fußballclub aus Weida im Landkreis Greiz. Heimstätte der Ostthüringer ist das Stadion „Roter Hügel“.

## Geschichtliche Entwicklung
Der FC Thüringen Weida wurde am 1. April 1909 gegründet. Bereits 1936 gelang den Ost-Thüringern der Aufstieg in die Gauliga Mitte, zu dieser Zeit eine der 16 höchsten Fußball-Ligen. Gleich in der ersten Spielzeit erreichte Weida hinter dem SV Dessau 05 den zweiten Platz. In der Gauliga konnte sich der Verein bis 1942 häufig mit Platzierungen im oberen Tabellenbereich behaupten. In der Spielzeit 1941/42 stiegen die Weidaer gemeinsam mit dem FuCC Cricket-Viktoria 1897 Magdeburg ab. Eine Rückkehr in die Gauliga bis Kriegsende schafften die Thüringer nicht mehr.
Nach 1945 fiel der FC Thüringen dem von den Besatzungsmächten verhängten und von der Sowjetunion rigoros durchgesetzten Vereinsverbot zum Opfer. Zu den auf lokaler Ebene zugelassenen Sportgemeinschaften zählte die SG Weida, später umbenannt in ZSG Textil und Industrie Weida. Im Zuge der Sportorganisation in Betriebssportgemeinschaften wurde in Weida die BSG Fortschritt gegründet. Besonders erfolgreich waren die Kegler (mehrere DDR-Meistertitel), daneben machte die Fußballmannschaft überregional auf sich aufmerksam (zwischen 1976 und 1987 mit Unterbrechungen zweitklassig).
Als nach der politischen Wende von 1989 das System der Betriebssportgemeinschaften zusammenbrach, wurde der alte Verein FC Thüringen am 1. Juli 1990 neu gegründet.

## Entwicklung des Fußballsports nach 1945
Die SG Weida beteiligte sich von 1946 bis 1948 am Spielbetrieb der Kreisliga Gera. Für die Spielzeit 1948/49 hatte sich die Sportgemeinschaft für die thüringische Landesklasse qualifiziert, verpasste aber als 3. der Staffel 1 die Teilnahme an der Thüringen-Meisterschaft. 1950 verpasste die ZSG Industrie auf Platz 9 die Qualifikation zur neu gegründeten zweitklassigen DDR-Liga. Fortschritt Weida gehörte 1952 zu den Gründungsmannschaften der Bezirksliga Gera, in der die Mannschaft bis 1958 meist in der oberen Tabellenhälfte vertreten war. 1958 wurde die Bezirksmeisterschaft gewonnen, die mit dem Aufstieg in die II. DDR-Liga verbunden war. Die damals dritthöchste Spielklasse der DDR mussten die Weidaer nach nur einer Saison wieder verlassen. In der Folgezeit agierte Fortschritt Weida bis Mitte der siebziger Jahre ausschließlich auf lokaler Ebene des Bezirks Gera. 1976 schafften die Thüringer als Dritter der Bezirksliga hinter den nicht aufstiegsberechtigten Reservemannschaften von Wismut Gera und Carl Zeiss Jena den Aufstieg in die zweitklassige DDR-Liga, in der sie sich über insgesamt acht Spielzeiten etablieren konnten. Nach der Verkleinerung der Liga von fünf auf zwei Staffeln im Jahr 1984 musste Weida wieder in die Bezirksliga absteigen. 1987 gelang noch einmal die Rückkehr in die Liga, aus der Fortschritt Weida nach nur einer Saison gemeinsam mit Kali Werra Tiefenort sowie der 2. Mannschaft des FC Carl Zeiss Jena abermals abstieg. Das letzte Bezirksligajahr als BSG schlossen die Weidaer 1989/90 mit Rang 9 ab.
Im DFB-Spielbetrieb wurde der FC Thüringen Weida 1990 in die Bezirksliga Ostthüringen eingegliedert. 1993 wurde der FC dort Meister und stieg in die Landesliga Thüringen auf. Nachdem drei Jahre lang der Klassenerhalt gelungen war, bedeutete 1997 Platz 15 den Abstieg in die Landesklasse. 2002 gelang die Rückkehr in die damals fünftklassige Thüringenliga, seit 2008 sechsthöchste Spielklasse im DFB-Spielbetrieb, aus der man jedoch 2010 wieder abstieg. 2012 wurde der FC Thüringen Meister der Landesklasse Ost. Auf den Wiederaufstieg in die Thüringenliga wurde jedoch aus finanziellen Gründen verzichtet. Nachdem 2017 erneut der Staffelsieg in der Landesklasse errungen wurde, stieg Weida abermals in die Thüringenliga auf und wurde 2022 Thüringen-Meister. Das Aufstiegsrecht zur Oberliga Nordost wurde jedoch nicht wahrgenommen.

## Statistik
- Teilnahme Gauliga Mitte: 1936/37, 1937/38, 1938/39, 1939/40, 1940/41, 1941/42
- Teilnahme DDR-Liga: 1976/77 bis 1981/82, 1983/84, 1987/88
- Teilnahme II. DDR-Liga:1959
- Teilnahme Bezirksliga Gera: 1952/53 bis 1958, 1960 bis 1965/66, 1982/83, 1984 bis 1987, 1988 bis 1990
- Ewige Tabelle der DDR-Liga: Rang 85

## Personen von besonderer Bedeutung
- Alfred Beck spielte vor dem Zweiten Weltkrieg beim SV Weida, danach Erstligaspieler in der Bundesrepublik, ein Länderspiel für den DFB.
- Frank Dünger spielte in den 1990er Jahren beim FC Thüringen, davor 157 DDR-Oberligaspiele für Zwickau, Riesa und Erfurt.
- Lutz Lindemann 1983 bis 1989 Trainer bei der BSG Fortschritt, vorher 205 DDR-Oberligaspiele für Erfurt und Jena, 21-facher DDR-Nationalspieler.
- Andreas Munkert spielte vor dem Zweiten Weltkrieg in Weida, beim 1. FC Nürnberg und achtmal in der deutschen Nationalmannschaft.
- Heiner Stuhlfauth war von 1932 bis 1933 Trainer beim FC Thüringen Weida.
- Gerd Schellenberg 1982/83 Spieler bei der BSG Fortschritt, vorher 320 DDR-Oberligaspiele für Zwickau und Karl-Marx-Stadt, dreifacher DDR-Nationalspieler.
- Heiko Weber von 2000 bis 2004 Trainer bei FC Thüringen, vorher beim FC Carl Zeiss Jena und Preußen Münster.